# Rafael da Cunha Jensen
Rafael da Cunha Jensen (* 3. Dezember 1988 in São Luiz Gonzaga), auch bekannt als Rafael Jensen, ist ein brasilianischer Fußballspieler.

## Karriere
Rafael Jensens erste Stadion war der Sabiá FC im brasilianischen Caxias. Von 2012 bis 2016 spielte er bei den brasilianischen Vereinen von AE Tiradentes, Horizonte FC, ADRC Icasa und dem FC Treze. Im Juni 2016 nahm ihn der Campinense Clube unter Vertrag. Mit dem Verein aus Campina Grande gewann er 2016 die Staatsmeisterschaft von Paraíba. Bei Campinense stand er bis Mitte 2018 unter Vertrag. Bis Ende November des Jahres spielte er beim Boa EC in Varginha. Am 6. Dezember 2018 nahm ihn der Clube do Remo aus Belém unter Vertrag. Mit Remo feierte er 2019 die Staatsmeisterschaft von Pará. Bei Remo stand er bis Anfang Dezember 2021 unter Vertrag. Im Dezember 2021 zog es ihn nach Asien. Hier unterschrieb er in Thailand einen Vertrag beim Erstligisten Ratchaburi Mitr Phol. Nach zwei Spielzeiten, in denen er für den Verein aus Ratchaburi 35 Ligaspiele bestritt, kehrte er im Juli 2023 wieder in seine Heimat zurück. Hier schloss er sich dem Zweitligisten Sampaio Corrêa FC aus São Luís an.

## Erfolge
Campinense Clube
- Staatsmeisterschaft von Paraíba: 2016

Clube do Remo
- Staatsmeisterschaft von Pará: 2019